# Elezioni legislative in Francia del 1791
Le Elezioni legislative in Francia del 1791 si svolsero tra il 29 agosto e il 5 settembre 1791, in un periodo agitato dall'emozione suscitata dalla fuga del re e dal suo arresto a Varennes (20-21 giugno), dalla scissione dei giacobini (16 luglio), dal massacro del Campo di Marte (17 luglio), e infine la Dichiarazione di Pillnitz (27 agosto).

## Eventi precedenti
La fuga del re, il 20 giugno 1791, seminò disordine all'interno dell'Assemblea nazionale costituente e contribuì a screditare la monarchia costituzionale agli occhi dei patrioti parigini. Anche se il giorno dopo i deputati sospesero Luigi XVI, nella mente di alcuni la Repubblica divenne un regime possibile. L'Assemblea Costituente, che nel complesso rimase monarchica e legalista, di fronte all'afflusso di petizioni che chiedevano la decadenza del re, dichiarò che Luigi XVI era stato rapito e quindi non era colpevole. Questa presa di posizione portò più di 6.000 persone a presentare una petizione al Campo di Marte mentre i moderati si unirono per sostenere il re minacciato e colsero il pretesto, il 17 luglio 1791, di questa manifestazione dichiarata contraria alla Costituzione francese del 1791 per ristabilire l'ordine. Tuttavia, questo tentativo si trasformò in una sanguinosa repressione, il Massacro del Campo di Marte.
Questa azione, che fece 50 vittime, creò una rottura tra i democratici rivoluzionari e la borghesia liberale; è il culmine di diversi mesi di convulsioni sociali e di agitazione rivoluzionaria. Il giorno prima, i sostenitori del Re e della Costituzione si separarono dai giacobini e decisero di creare un proprio club , in rue Saint-Honoré , nell'ex convento dei Foglianti da cui presero il nome. Nello stesso periodo Luigi XVI fu riportato sul trono dai decreti del 15 e 16 luglio 1791, poi, il 13 settembre successivo , accettò la Costituzione rivista, il cui esecutivo  era stato rafforzato, e prestò giuramento di fedeltà il giorno successivo. I deputati dell'Assemblea Costituente si sciolgono 30 settembre 1791, pensando di aver completato l'unione tra regalità e borghesia contro l'insurrezione popolare e la controrivoluzione aristocratica.

## Elezioni e legge
Il sistema rappresentativo messo in atto dai Costituenti per l'elezione del 1791, ha il solo scopo di effettuare una selezione dei deputati che, in nome della nazione indivisibile, siano liberi da ogni ostacolo o da ogni controllo all'esercizio della sovranità; infatti l'elezione è solo una funzione concessa dalla nazione a pochi cittadini riconosciuti capaci di servirla per legittimare e costituire l'Assemblea nazionale legislativa.
La legge rigorosa impone agli elettori di riunirsi su convocazione, verificare l'accettabilità dei cittadini presenti, eleggere una carica e poi fissare le nomine. A queste assemblee è vietato deliberare, emanare decreti, compiere la scelta di istruzioni o mandati obbligatori, corrispondere tra loro e devono infine separarsi una volta esauriti i loro lavori. Non appena vengono annunciati i risultati, gli eletti sfuggono ai loro elettori e, qualunque sia il collegio elettorale che li ha eletti, traggono la loro autorità dall'intera nazione.
Questa pratica permette che le elezioni, come quelle che seguiranno, si svolgano in un vuoto politico totale, vale a dire senza questioni dibattute pubblicamente; Non c'è competizione pubblica tra candidati più di quanto ci sia un programma e non ci sono candidature dichiarate. Questo vuoto politico, divenuto la regola, porta – ai margini e al di fuori di ogni legittimità – alla creazione di un dibattito sul sostegno politico attraverso le organizzazioni illegali. L'assenza di candidature proclamate - la legge non riconosce nulla tra Stato e singoli cittadini - favorisce la presa in consegna della macchina elettorale da parte di chi, meglio posizionato, può poi imporre le proprie scelte politiche nelle varie schede e scegliere i suoi uomini.

## Procedura elettorale
La Costituzione francese del 1791, esaminata dall'agosto 1789 e i cui costituenti si posero l'obiettivo di non separarsi prima di averla completata, fu adottata il 3 settembre 1791, dopo più di due anni di sforzi. L'Assemblea Costituente ha dato al paese una nuova amministrazione, ha organizzato poteri comunali, distretti in cui le elezioni hanno eletto uomini piuttosto giovani. Ciò offre ai francesi, stanchi di preoccupazioni un regime abbastanza favorevole alla libertà – tanto da far sì che i sostenitori della controrivoluzione vogliano rovesciarlo – anche se non garantisce loro la totalità dei diritti umani. Il 16 maggio 1791, la costituente ha decretato che nessuno dei loro membri potrà ricandidarsi alle elezioni; i nuovi deputati sono quindi uomini nuovi che avranno il compito di attuare la nuova Costituzione.
La legge elettorale adottata dalla Costituente il 4 dicembre 1789 divide i cittadini in due categorie: cittadini “attivi” che pagano le tasse e hanno diritto di voto e cittadini “passivi” che, poiché non pagano le tasse, non possono votare. Il metodo di voto adottato per queste prime elezioni in Francia è dunque il suffragio censitario.
Non possono votare né candidarsi le donne e i servi così come i cittadini in stato di imputazione, fallimento o insolvenza. In queste circostanze, l'esercizio del suffragio, qualunque sia il sistema, spetta alle minoranze i cui candidati competono per il voto.

## Elezioni con poca mobilitazione
Michel Vovelle constata che è difficile valutare la partecipazione dei francesi alla politica durante la Rivoluzione perché i sistemi elettorali sono diversi, l'educazione al suffragio è attuata con difficoltà e le fonti di informazione sono insufficienti. Tuttavia, e come la maggior parte degli storici oggi concorda, il numero degli elettori eliminati dal "censimento" rimane piuttosto basso; sembra quindi che nel mondo rurale la maggior parte dei cittadini siano cittadini attivi, a differenza dei cittadini delle città dove poco più di un terzo degli uomini può votare. Il numero di cittadini comunemente accertati recarsi alle urne è stimato a quasi 4,3 milioni, rispetto ai 3 milioni che non possono farlo. Jacques Godechot mette però in guardia da queste cifre che, secondo lui, non sono mai state valutate seriamente.
Durante la campagna, le assemblee elettorali eleggono, per due anni (una legislatura) – tra il 29 agosto e 5 settembre 1791— 745 rappresentanti della nazione con voto uninominale e a maggioranza assoluta dei voti. Pochi cittadini si ritrovarono mobilitati da questa prima consultazione nazionale, mentre quelli del 1789 registrarono tassi di mobilitazione superiori al 50% e talvolta vicini all'80-90%, soprattutto nelle zone rurali. Per queste elezioni legislative, il tasso di astensione è particolarmente elevato e varia dal 60% al 75% a seconda delle regioni; tuttavia, le persone votano più nelle campagne che nelle città e a Parigi, dove il tasso rimane piuttosto basso e solo il 10% dei cittadini si reca alle urne. Questa forte astensione, che segnala un certo disinteresse dei cittadini per la politica, apparve per la prima volta nella primavera del 1791, quando le primarie di giugno non attirarono la metà degli elettori del 1789.
Michel Vovelle tenta anche di spiegare le cause di questa “erosione dei voti” con i forti disordini che seguirono lo scisma religioso del 1791, in seguito alla Costituzione civile del clero , nonché con la politicizzazione poco sperimentata delle questioni locali, ma anche sottolinea che gli elettori stanno chiaramente abbandonando le elezioni nazionali, preferendo elezioni in cui i loro interessi sono più direttamente coinvolti. Menziona anche le persistenti tradizioni comunaliste, soprattutto nel Sud, e molti, come Patrice Gueniffey, sottolineano che le complesse e noiose regole del voto, definite su scala nazionale, escludevano i meno abbienti di questi ultimi. Si identifica piuttosto con un apprendimento politico imperfetto, addirittura con l'incapacità di assimilare le difficoltà dei misteri del nuovo sistema, o con l'indifferenza, “manifestazione di un rifiuto” di un'opposizione legata all'irrigidimento delle lotte politiche; Patrice Gueniffey aggiunge tuttavia che anche la fuga del re e la scissione dei giacobini, avvenuta il 16 luglio successivo, potrebbero aver giocato un ruolo importante in questa smobilitazione che dimostra, secondo lui, l'incapacità della Rivoluzione di radicarsi nelle nuove istituzioni. Questo continuo calo di partecipazione si confermerà con le Elezioni legislative in Francia del 1792 e non mancherà di preoccupare l'opinione pubblica colta che vede il popolo francese allontanarsi dalle pratiche politiche legali, consentite dalla Rivoluzione del 1789, verso metodi più radicali.
Nonostante questa ampia astensione, i risultati del voto dimostrano che stanno emergendo divisioni politiche; di conseguenza, i membri del Club dei Foglianti sono maggioritari in 11 dipartimenti del Centro e del Sud mentre le città eleggono soprattutto i membri dei Patrioti Repubblicani: 5 deputati su 24 a Parigi e 2 su 15 a Lione.

## Risultati
La maggior parte dei deputati eletti sono Indipendenti di Centro, che ottengono il 46,31% dei voti e riescono a totalizzare 345 deputati.
Subito dopo, vera maggioranza effettiva, i Foglianti, di Centro-destra, monarchici costituzionali che ottengono il 35,44% dei voti, cioè 264 deputati.
Ultima la coalizione Patrioti Repubblicani, composta da partiti che spaziano dal Centro-destra all'Estrema sinistra, come i Giacobini, i Cordiglieri e i Girondini. La coalizione, scioltasi dopo le elezioni, ottenne il 18,26% dei voti, cioè 136 deputati.